# 今にして思えば。
「今にして思えば。」（いまにしておもえば）は、施川ユウキによる日本のギャグエッセイ漫画。
『全部ホンネの笑える話』（秋田書店、奇数月16日発売、現在休刊）vol.2（2006年1月16日発売）から2008年12月号（2008年11月15日発売）まで連載していた。
作者自身を主人公として幼年-青年時代、あるいは最近の出来事を諧謔を込めて描く。毎回描かれるエピソードの数は3-4個で、一つのエピソードは1ページないし2ページ単位で描かれる。掲載ページ数は毎回4ページ。
当時は臨時増刊号扱いだった全部ホンネの笑える話vol.2に初めて掲載され（この回は全ページフルカラーで描かれた）、隔月刊誌として正式に刊行されたvol.3（2006年3月16日発売）以降も毎号掲載されていた。作者のブログ（2005年12月17日「修羅の週」）にこの漫画を始めた経緯が書かれている。
連載第11回（2007年10月号〈2007年9月18日発売〉掲載）からタイトルのロゴが微妙に変わった。